# اون‌اون‌انیوم
اون‌اون‌انیوم (Ununennium یا /ˌʌnəˈnɛniəm/)، که همچنین به عنوان اکا-فرانسیوم یا عنصر 119 هم شناخته می‌شود، عنصر شیمیایی فرضی با علامت Uue و شماره اتمی 119 است. Ununennium و Uue به ترتیب نام و نماد سیستماتیک موقت آیوپاک هستند. در جدول تناوبی مندلیف قرار نمی گیرد و در جدول ژانت قرار گرفته می شود
تلاش برای سنتز اون‌اون‌انیوم در موسسه تحقیقاتی RIKEN در ژاپن ادامه دارد.  شواهد نظری و تجربی نشان داده است که سنتز اون‌اون‌انیوم احتمالاً به مراتب دشوارتر از عناصر قبلی خواهد بود و حتی ممکن است این عنصر قبل از آخرین باشد که می تواند با فناوری روز ترکیب شود.
موقعیت اون‌اون‌انیوم به عنوان هفتمین فلز قلیایی نشان می دهد که این ماده خواص مشابهی با ترکیبات سبک‌تر از خود دارد مانند: لیتیوم، سدیم، پتاسیم، روبیدیوم، سزیم و فرانسیوم. با این حال، تأثیرات نسبی گرایی ممکن است باعث شود که برخی از خصوصیات آن با خصوصیات مورد انتظار از یک روند مستقیم در یک دوره  متفاوت باشد. به عنوان مثال ، انتظار می رود اون‌اون‌انیوم واکنش کمتری نسبت به سزیم و فرانسیوم داشته باشد و از نظر رفتاری به پتاسیم یا روبیدیم نزدیکتر باشد و اگرچه باید حالت اکسیداسیون مشخصه 1+ فلزات قلیایی را نشان دهد ، همچنین پیش بینی می شود 3+ باشد، که در فلز های قلیایی دیگر این دیده نمی‌شود.